# Shaquana Quintyne
Shaquana Latish Quintyne (sinh ngày 3 tháng 1 năm 1996) là một vận động viên cricket người Tây Ấn.